# Lista de cidades na Bolívia por população
Esta é uma lista de cidades da Bolívia, em ordem decrescente de população, de acordo com a estimativa de 31 de julho de 2013.
Os dados se baseiam no Censo realizado em 2012.:

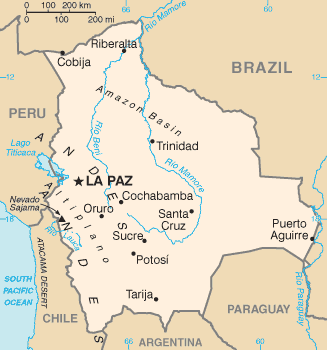
Principais cidades da Bolívia

| Posição | Cidade                   | Departamento | População (censo 2012) |
| ------- | ------------------------ | ------------ | ---------------------- |
| 1       | Santa Cruz               | Santa Cruz   | 1.453.549              |
| 2       | El Alto                  | La Paz       | 848.840                |
| 3       | La Paz                   | La Paz       | 764.617                |
| 4       | Cochabamba               | Cochabamba   | 630.587                |
| 5       | Oruro                    | Oruro        | 264.683                |
| 6       | Sucre                    | Chuquisaca   | 259.388                |
| 7       | Tarija                   | Tarija       | 205.346                |
| 8       | Potosí                   | Potosí       | 189.652                |
| 9       | Sacaba                   | Cochabamba   | 169.494                |
| 10      | Quillacollo              | Cochabamba   | 137.029                |
| 11      | Montero                  | Santa Cruz   | 109.518                |
| 12      | Trinidad                 | Beni         | 106.422                |
| 13      | Warnes                   | Santa Cruz   | 96.406                 |
| 14      | Yacuiba                  | Tarija       | 91.998                 |
| 15      | La Guardia               | Santa Cruz   | 89.080                 |
| 16      | Riberalta                | Beni         | 89.003                 |
| 17      | Viacha                   | La Paz       | 80.388                 |
| 18      | Villa Tunari             | Cochabamba   | 72.623                 |
| 19      | Tiquipaya                | Cochabamba   | 53.062                 |
| 20      | San Ignacio de Velasco   | Santa Cruz   | 52.276                 |
| 21      | Colacapirhua             | Cochabamba   | 51.896                 |
| 22      | Vinto                    | Cochabamba   | 51.869                 |
| 23      | Villa Yapacaní           | Santa Cruz   | 50.558                 |
| 24      | El Torno                 | Santa Cruz   | 49.652                 |
| 25      | Caranavi                 | La Paz       | 48.513                 |
| 26      | San Julián               | Santa Cruz   | 47.323                 |
| 27      | Puerto Villarroel        | Cochabamba   | 46.643                 |
| 28      | Cobija                   | Pando        | 46.267                 |
| 29      | Achacachi                | La Paz       | 46.058                 |
| 30      | Cotoca                   | Santa Cruz   | 45.519                 |
| 31      | Tupiza                   | Potosí       | 44.653                 |
| 32      | Villazón                 | Potosí       | 44.645                 |
| 33      | Guayaramerín             | Beni         | 41.775                 |
| 34      | Sipe Sipe                | Cochabamba   | 41.537                 |
| 35      | Llallagua                | Potosí       | 40.865                 |
| 36      | San Borja                | Beni         | 40.864                 |
| 37      | Villamontes              | Tarija       | 39.800                 |
| 38      | La Asunta                | La Paz       | 39.105                 |
| 39      | Pailón                   | Santa Cruz   | 37.866                 |
| 40      | Colquechaca              | Potosí       | 34.722                 |
| 41      | Bermejo                  | Tarija       | 34.400                 |
| 42      | Camiri                   | Santa Cruz   | 33.838                 |
| 43      | Betanzos                 | Potosí       | 33.455                 |
| 44      | Charagua                 | Santa Cruz   | 32.164                 |
| 45      | San Lucas                | Chuquisaca   | 32.085                 |
| 46      | Santiago de Cotagaita    | Potosí       | 31.602                 |
| 47      | Entre Ríos               | Cochabamba   | 31.307                 |
| 48      | Sica Sica                | La Paz       | 31.054                 |
| 49      | San Pedro de Buena Vista | Potosí       | 30.344                 |
| 50      | Uyuni                    | Potosí       | 29.518                 |